# Indigofera chevalieri
Indigofera chevalieri är en ärtväxtart som beskrevs av Tisser. Indigofera chevalieri ingår i släktet indigosläktet, och familjen ärtväxter. Inga underarter finns listade i Catalogue of Life.